# Strașimirovo, Varna
Strașimirovo (în bulgară Страшимирово) este un sat în comuna Beloslav, regiunea Varna,  Bulgaria. 

## Demografie
Componența etnică a satului Strașimirovo
     Turci (2,49%)
     Bulgari (92,74%)
     Nicio identificare (4,76%)
     Altele (0%)
La recensământul din 2011, populația satului Strașimirovo era de 923 locuitori. Din punct de vedere etnic, majoritatea locuitorilor (92,74%) erau bulgari, cu o minoritate de turci (2,49%). Pentru 4,76% din locuitori nu este cunoscută apartenența etnică.